# Saison 7 d'Alerte Cobra
Chronologie
Saison 6 Saison 8
Cet article présente le guide des épisodes la septième saison de la série télévisée Alerte Cobra.

## Distribution

### Acteurs principaux
- Erdoğan Atalay : Sami Gerçan (inspecteur)
- René Steinke : Tom Kranich (inspecteur)

### Acteurs récurrents
- Charlotte Schwab : Anna Angalbert (chef de service)
- Carina Wiese : Andréa Schäffer (secrétaire)
- Dietmar Huhn : Henri Granberger (brigadier)
- Gottfried Vollmer : Boris Bonrath (brigadier)
- Siggi H : Siggi Müller (brigadier)

## Diffusion
En Allemagne, la saison a été diffusée du 16 décembre 1999 au 2 mars 2000, sur RTL Television.
En France, la saison a été diffusée du 6 janvier 2001 au 4 avril 2001 sur TF1. À noter que TF1 diffusait aléatoirement les épisodes.

## Épisodes

### Épisode 1:La voiture folle
- Allemagne : 16 décembre 1999 sur RTL Television
- France : 6 janvier 2001 sur TF1

Le commissaire Angalbert et son équipe doivent tout faire pour sauver les quatre passagers d'un véhicule lancé à pleine vitesse sur l'autoroute, dont l'accélérateur est resté bloqué à la suite d'une défaillance mécanique. Sami va suivre ces quatre personnes dans leur course folle et tenter tout ce qui est en son pouvoir pour les sauver. 

### Épisode 2:Le point de non-retour
- Allemagne : 6 janvier 2000 sur RTL Television
- France : 17 janvier 2001 sur TF1

### Épisode 3:Les tulipes d'Amsterdam
- Allemagne : 13 janvier 2000 sur RTL Television
- France : 4 avril 2001 sur TF1

Sami et Tom assistent à un accident sur l'autoroute. Un chauffeur de bus, visiblement ivre, descend de son véhicule en marche. Il essaie de traverser la voie et se fait percuter par une voiture. Le bus transportant des touristes continue à rouler et finit par s'écraser à son tour. Les passagers s'en sortent cependant avec de légères blessures. 

### Épisode 4:Mauvaise surprise
- Allemagne : 20 janvier 2000 sur RTL Television
- France : 21 février 2001 sur TF1

### Épisode 5:Le lièvre et la tortue
- Allemagne : 10 février 2000 sur RTL Television
- France : 7 février 2001 sur TF1

Alors qu'ils sont en service, Tom et Sami sont dépassés par un kart de course. Celui-ci s'approche d'une Porsche lancée sur l'autoroute, y pose une bombe et la fait exploser. Le conducteur de la Porsche, un dénommé DeBreer, est tué sur le coup. 

### Épisode 6:Retour de flamme
- Allemagne : 17 février 2000 sur RTL Television
- France : Inconnu sur TF1

Sami est de méchante humeur : sa voiture de fonction est en panne, et Tom, sans aucune explication, n'est tout simplement pas venu travailler. En outre, Il doit s'occuper d'un grave accident de la circulation. Une jeune femme, Karena Hardt, a trouvé la mort en perdant le contrôle de sa voiture lorsqu'un de ses pneus a explosé. 

### Épisode 7:Les ailes du passé
- Allemagne : 24 février 2000 sur RTL Television
- France : 31 janvier 2001 sur TF1

### Épisode 8:Jouets dangereux
- Allemagne : 2 mars 2000 sur RTL Television
- France : 14 février 2001 sur TF1

Sven et Johnny sont deux jeunes garçons passionnés de skate-board. Ils passent leur temps à s'accrocher à des camions sur l'autoroute, à la recherche de sensations fortes. Un jour, alors que Sven est accroché à un fourgon, il perd l'équilibre et doit rentrer à l'intérieur pour éviter la chute. Il y trouve une cargaison d'armes. Quand le fourgon s'arrête, Sven arrive à se sauver avant d'être découvert. 

### Épisode 9:L'arme mystérieuse
- Allemagne : 9 mars 2000 sur RTL Television
- France : 24 janvier 2001 sur TF1

### Épisode 10:Un coin de paradis
- Allemagne : 16 mars 2000 sur RTL Television
- France : 10 janvier 2001 sur TF1

### Épisode 11:La rose noire
- Allemagne : 2 mars 2000 sur RTL Television
- France : 14 mars 2001 sur TF1